# 伊号第百二十二潜水艦
| 画像をアップロード |                                                                                  |
| 艦歴               |                                                                                  |
| 計画               | 大正12年度艦艇補充計画                                                           |
| 起工               | 1925年2月28日                                                                    |
| 進水               | 1926年11月8日                                                                    |
| 就役               | 1927年10月28日                                                                   |
| その後             | 1945年6月10日戦没                                                                |
| 除籍               | 1945年9月15日                                                                    |
| 性能諸元           |                                                                                  |
| 排水量             | 基準：1,142トン 常備：1,383トン 水中：1,768トン                                  |
| 全長               | 85.20m                                                                           |
| 全幅               | 7.52m                                                                            |
| 吃水               | 4.42m                                                                            |
| 機関               | ラ式1号ディーゼル2基2軸 水上：2,400馬力 水中：1,100馬力                          |
| 速力               | 水上：14.9kt 水中：6.5kt                                                         |
| 航続距離           | 水上：8ktで10,500海里 水中：4.5ktで40海里                                        |
| 燃料               | 重油：225t                                                                       |
| 乗員               | 51名                                                                             |
| 兵装               | 40口径14cm単装砲1門 53cm魚雷発射管 艦首4門 魚雷12本 機雷敷設筒2本 八八式機雷42個 |
| 航空機             | なし                                                                             |
| 備考               | 安全潜航深度：75m                                                                |

伊号第百二十二潜水艦（いごうだいひゃくにじゅうにせんすいかん）は、大日本帝国海軍の潜水艦で、機雷敷設を主任務とする伊百二十一型潜水艦の2番艦。竣工時の艦名は伊号第二十二潜水艦（初代）。太平洋戦争末期の1945年（昭和20年）6月10日、日本海においてアメリカ海軍潜水艦スケートにより撃沈されて乗員85人全員が戦死し、能登半島禄剛崎から南東約10キロメートル、水深約120メートルの海底に眠っている。

## 艦歴
1921年（大正12年）の大正12年度艦艇補充計画で第四十九潜水艦として計画された。1924年（大正13年）11月1日に艦名を伊号第二十二潜水艦に変更。神戸川崎造船所で1925年2月28日に起工され、1926年11月8日に進水、1927年10月28日に竣工した。呉鎮守府籍。
1927年11月1日、伊121と共に横須賀鎮守府横須賀防備隊第9潜水隊を編成。
1931年10月15日、呉鎮守府第13潜水隊に編入。
1932年10月1日、第13潜水隊は呉防備隊に編入。
1935年11月15日、第13潜水隊は呉防備戦隊に編入。
1937年12月1日、第13潜水隊は第四艦隊第3潜水戦隊に編入。
1938年（昭和13年）6月1日に艦名を伊号第百二十二潜水艦に変更。
1940年5月1日、第13潜水隊は第5潜水戦隊に編入。
1941年5月1日、第13潜水隊は第三艦隊第6潜水戦隊に編入。
太平洋戦争開戦時には第三艦隊第6潜水戦隊第13潜水隊に所属し、南方作戦に従事した。1941年11月に横須賀を出港して、日中戦争で日本軍が占領していた海南島の三亜に寄港。12月1日、三亜を出撃。7日、極東における大英帝国の主要拠点であったシンガポールの北東海域に機雷42個を敷設し、ジョホール海峡東方入口を哨戒した。この時敷設した機雷でオランダ海軍の潜水艦K XVIIを撃沈している。伊122は14日、仏印進駐で日本軍支配下にあったベトナムのカムラン湾に到着。18日、カムラン湾を出港し、26日にダバオに到着。
1942年1月5日、伊122はダバオを出港し、15日にトレス海峡西で機雷30個を敷設。20日からは、オーストラリアのダーウィン沖で、ダンダス海峡方面の哨戒を行う。30日、ダバオに到着。
2月9日、伊122はダバオを出港し、オーストラリアとニューギニアを隔てるトレス海峡西方に進出して気象通報に従事する。28日、セレベス島南東のスターリング湾に到着。3月10日、第13潜水隊は連合艦隊付属となる。
同日、伊122はスターリング湾を出港し、21日に呉に帰投して整備を受ける。この時、K作戦の支援のため、機雷庫と敷設筒をガソリンタンクに改造する。
4月10日、第13潜水隊は第六艦隊指揮下となる。
5月13日、伊122は呉を出港し、23日にクェゼリンに到着した後、第2次K作戦の支援のためにクェゼリンを出港してフレンチフリゲート礁に向かう。しかし、伊122がフレンチフリゲート礁に到着する前に作戦は中止され、6月25日にクェゼリンに寄港した後、横須賀に戻った。7月14日、第13潜水隊は第八艦隊第7潜水戦隊に編入される。
16日、伊122は横須賀を出港し、24日にトラックに到着。31日にトラックを出港し、8月4日にラバウルに到着。7日にラバウルを出港し、ガダルカナル島方面に向かう。9日、同島ルンガ岬沖に到達し、偵察を行う。13日17時30分、ツラギ島南西1.6浬地点付近にて浮上し、戦闘旗を司令塔に掲揚して日本軍の士気を上げようとしたが、既にツラギ島は8日に米軍に占領されており、陸上からの砲撃を受けて潜航退避した。15日、サンタクルーズ諸島ヴァニコロ島を偵察。9月7日、ラバウルに到着。
9日、伊122はラバウルを出港し、インディスペンサブル礁に向かう。14日、インディスペンサブル礁に到着し、水上機母艦千歳から発進した零式水上偵察機への給油に従事する。20日、インディスペンサブル礁を出港。25日、アメリカ軍の水上機を発見し、対空戦闘により撃墜。脱出した搭乗員を捕虜とした。同日、ラバウルに到着して整備を受ける。
10月21日、伊122はラバウルを出港し、26日にインディスペンサブル礁に到着して水上機への給油に従事。27日、インディスペンサブル礁を出港してガダルカナル島西方に向かう。11月6日0615、マライタ島南西沖合で輸送船3、巡洋艦1、駆逐艦5で構成された米輸送船団を発見。攻撃を仕掛けるも逆に船団の護衛艦に発見されて退避。8日、インディスペンサブル礁に到着し、水上機への給油に再度従事。12日にインディスペンサブル礁を出港。16日にラバウルに寄港し、20日にトラックに到着。27日にトラックを出港し、12月5日に呉に到着して整備を行った。整備完了後、佐伯に移動する。
1943年3月14日、伊122は佐伯を出港し、25日にラバウルに到着。27日、輸送物資を搭載してラバウルを出港し、30日にニューギニアのラエに到着して輸送物資を降ろした後に出港。4月2日にラバウルに到着。15日、第7潜水戦隊は南東方面艦隊に編入される。
同日、伊122は食糧等23.5トンを積んでラバウルを出港し、18日にラエに到着して輸送物資を降ろした後、陸軍戦病者15名を収容して出港。20日にラバウルに到着した。その後もラエ輸送に4回従事する。5月31日、第13潜水隊の解隊に伴い、伊122は第7潜水戦隊直属となる。
その後、伊122はラエ輸送に5回従事する。8月15日、第7潜水戦隊の解隊に伴い、伊122は呉鎮守府付属となる。
19日、伊122はラバウルを出港し、呉に向かう。25日、伊122は呉防備戦隊第18潜水隊に編入される。
9月1日、伊122は呉に到着。以後は練習潜水艦となった。
1944年1月31日、第18潜水隊の解隊に伴い、伊121は第19潜水隊に編入される。
1945年4月20日、第19潜水隊の解隊に伴い、伊121は呉潜水戦隊第33潜水隊に編入される。6月4日に伊122は舞鶴に回航され、同9日に舞鶴を出港して、能登半島七尾湾に向かった。
6月10日11時20分、禄剛崎付近で15ノットで浮上航走中、バーニー作戦により日本海に侵入した米潜水艦スケートに発見される。スケートは、ジグザグ航行中の潜水艦を伊121型潜水艦と正しく識別した。伊122はスケートに横腹を見せる形で航行していた。11時44分、スケートはわずか720メートルほどの距離から魚雷4本を発射。うち2本が伊122の中央部に命中。伊122は火災を起こして沈没した。5分後、スケートは伊122の船体が破壊される音を聴取し、大きな気泡と重油が浮かび上がるのを目撃した。
日本側でも、禄剛崎灯台監視所が沈没する伊122を目撃したが、当初は艦内に搭載された魚雷が爆発したことが原因だろうと判断した。15時10分、穴水基地から発進した631空所属の晴嵐が生存者捜索のために現場海域に飛来し、スケートはその機体を発見しているが、晴嵐はスケートを発見できなかったうえ、生存者も見つけることができなかった。艦長の三原荘作大尉以下乗員85名全員戦死。沈没地点は、石川県禄剛岬灯台南東6浬地点付近、北緯37度29分 東経137度25分 / 北緯37.483度 東経137.417度。
終戦後の1945年9月15日に除籍された。撃沈総数は1隻で、撃沈トン数は771トンである。
海底の船体は漁師に知られており、地元有志が2023年10月12日、水中ドローンによる撮影に初めて成功した。

## 歴代艦長
※『艦長たちの軍艦史』387-388頁による。階級は就任時のもの。

### 艤装員長
1. 香宗我部譲 少佐：1927年6月1日[7] -

### 艦長
1. 香宗我部譲 少佐：1927年10月28日 - 1928年12月10日
2. 舟木重利 少佐：1928年12月10日 - 1929年11月1日
3. 中島千尋 少佐：1929年11月1日 - 1930年11月15日
4. 奥島章三郎 少佐：1930年11月15日 - 1931年10月12日[8]
5. 新野荒太郎 少佐：1931年10月12日[8] - 1932年11月15日[9]
6. 阿部信夫 少佐：1932年11月15日[9] - 1933年11月15日[10] ＊1933年3月16日より予備艦
7. 溝畠定一 少佐：1933年11月15日 - 1935年11月15日 ＊同日より予備艦
8. （兼）藤井明義 少佐：1935年11月15日[11] - 1936年2月15日 ＊本職：伊21[I]艦長
9. （兼）中川肇 少佐：1936年2月15日[12] - 1936年6月30日[13]
10. 大谷清教 少佐：1936年6月30日 - 12月1日
11. 横田稔 大尉：1936年12月1日 - 1937年3月20日[14]
12. 吉村巌 少佐：1937年3月20日 - 1939年3月20日[15]
13. 吉留善之助 少佐：1939年3月20日 - 1940年3月20日[16]
14. 小池伊逸 少佐：1940年3月20日 - 1940年10月15日[17]
15. 井浦祥二郎 少佐：1940年10月15日 -
16. （兼）宮崎武治 中佐：1940年12月15日 - 1941年4月28日[18] ＊本職：第十五潜水隊司令
17. 宇都木秀次郎 少佐：1941年4月28日 - 1942年2月1日[19]
18. 乗田貞敏 少佐：1942年2月1日 -
19. 力久松次 少佐：1942年11月20日 -
20. 篠原茂夫 大尉：1943年8月1日 -
21. （兼）浜野元一 大佐：1944年2月15日 - ＊本職：第十九潜水隊司令
22. 入沢三輝 少佐：1944年4月30日 -
23. 山根権 少佐：1944年8月31日 -
24. 河野昌通 少佐：1944年10月24日 -
25. 中島万里 大尉：1945年1月10日 -
26. 三原荘作 大尉：1945年3月22日 - 6月10日（艦沈没時に戦死）

＊予備艦時代の艦長は省略